# Kenneth Davidson (basket-ball)
Pour les articles homonymes, voir Kenneth Davidson.
Kenneth Davidson, est un ancien joueur et entraîneur américain de basket-ball.

## Palmarès
- 3e du championnat du monde 1950